# 红侍女螺
红侍女螺（学名：Ancilla rubiginosa），是新腹足目榧螺科弹头螺属的一种。主要分布于中国大陆，常栖息在潮下带。